# Carl Heydemann

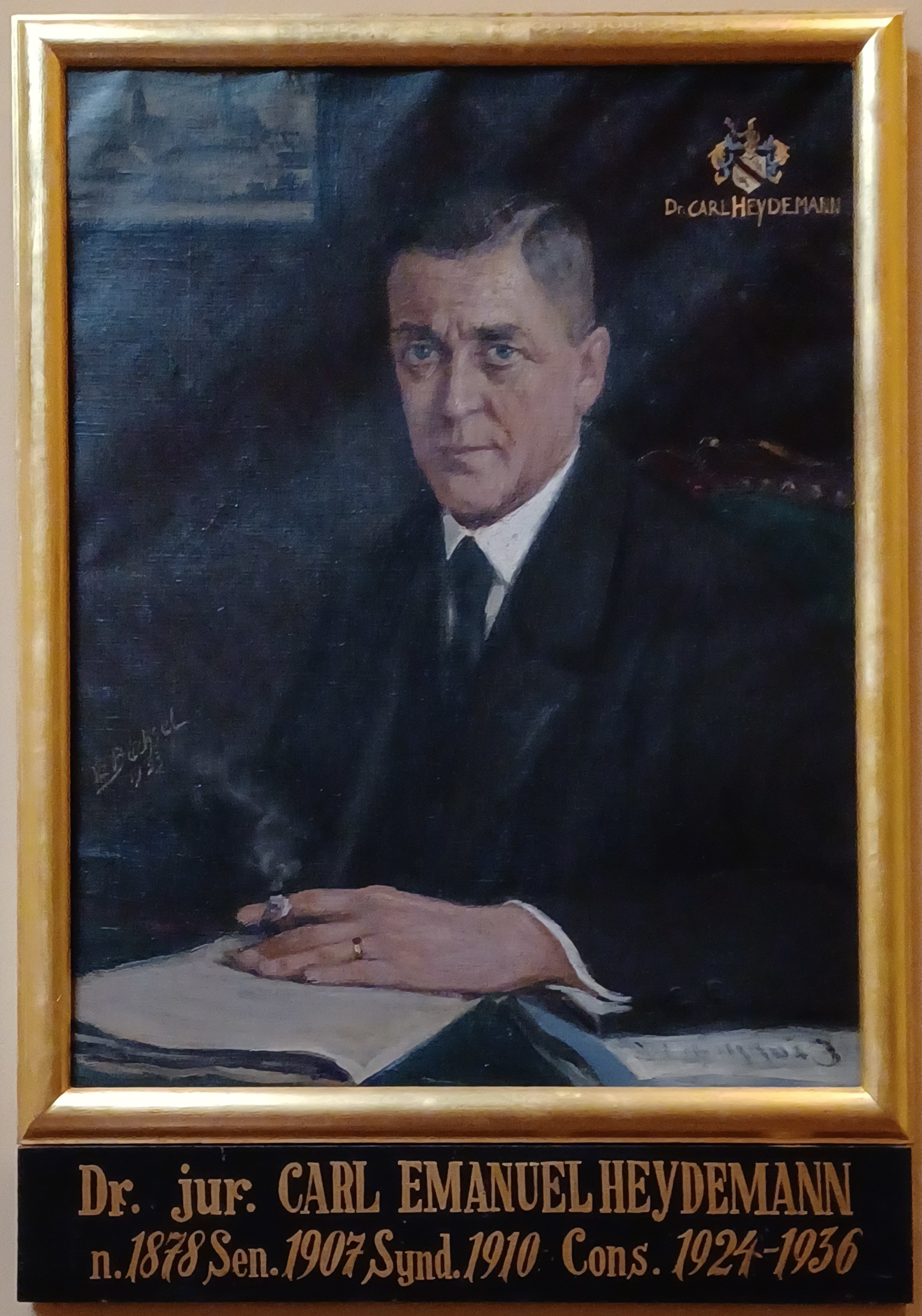
Carl Heydemann, Gemälde im Stralsunder Rathaus

Carl Emanuel Heydemann (* 17. Februar 1878 in Tessin; † 21. Oktober 1939 in Rostock) war von 1924 bis 1936 Oberbürgermeister von Stralsund.

## Leben
Carl Heydemann wurde als Sohn des Tessiner Bürgermeisters geboren. Er besuchte das Gymnasium zuerst in Güstrow und später in Rostock und studierte ab 1896 an den Universitäten Rostock, Heidelberg, Berlin und ab 1899 wieder Rostock Rechtswissenschaften. Er bestand am 23. Dezember 1904 in Rostock das Richterexamen. Ab Januar 1905 war er zunächst als Gerichtsassessor tätig und promovierte im Sommer 1905. Nach Tätigkeiten bei der Landesversicherungsanstalt Mecklenburg und in einer Anwaltskanzlei trat er im Januar 1907 eine Stelle als Ratsherr in Stralsund an. Bereits wenige Monate später wurde er Polizeidirektor der Stadt. Am 31. Oktober 1910 wurde Heydemann zum Syndikus gewählt.
Den Ersten Weltkrieg trat Heydemann als Leutnant an, wurde aber verwundet von den Russen gefangen genommen. 1918 gelang ihm die Flucht aus der Gefangenschaft in der Nähe von Wladiwostok. Aus Dünaburg kündigte Heydemann am 25. Mai 1918 dem Stralsunder Oberbürgermeister schriftlich seine Rückkehr an. Am 15. Juni 1918 traf er in Stralsund ein und trat wieder seine alte Tätigkeit an. 1919 wurde er für kurze Zeit vom revolutionären Arbeiter- und Soldatenrat beurlaubt. Bald jedoch wurde Heydemann wieder eingestellt und übte bis 1924 die Funktion des Syndikus aus.
1924 ging der Stralsunder Oberbürgermeister Ernst August Friedrich Gronow in Pension; somit wurde der Posten des Oberbürgermeisters vakant. Gronow wünschte als seinen Nachfolger Carl Heydemann und trug dieses Ansinnen dem Innenminister des Reiches in Berlin vor. Dieser schlug vor, zwei weitere, aussichtslose Kandidaten gegen Heydemann aufzustellen, um dem Anspruch an eine demokratische Wahl zu genügen. Am 20. Mai 1924 wurde Heydemann vom Rat der Stadt und der Bürgerschaft zu Gronows Nachfolger im Amt zum „Ersten Bürgermeister“ bestimmt; erst 1925 erhielt er den Titel „Oberbürgermeister“. Seine Amtszeit war erstmals in der Stralsunder Geschichte begrenzt, zwölf Jahre sollte sie maximal betragen.
Heydemann gab in seiner Antrittsrede bekannt, dass er die Deckung der Ausgaben durch Einnahmen als Richtlinie für sein Walten sehe. Er wollte den Stralsunder Hafen modernisieren und Wohnungen bauen lassen. In seine Zeit fiel unter anderem die Errichtung der Wohnhäuser im Bürgermeisterviertel, des Gebäudes der Reichsbank und der Beginn der Bauarbeiten am Rügendamm.
Sein Einsatz für die Intensivierung der Beziehungen zu Schweden brachte ihm das schwedische Ritterkreuz I. Klasse des Nordstern-Ordens ein.
Heydemann trat 1927 in die Deutsch-Nationale Volkspartei ein. Am 12. März 1933 erzielte die NSDAP bei der Wahl zur Bürgerschaft in Stralsund die absolute Mehrheit. Heydemanns DNVP konnte ihren Stimmanteil (3.596 Stimmen bei der Reichstagswahl Juli 1932, 4.537 bei der Reichstagswahl 1933) annähernd halten. Das neue „Bürgerschaftliche Kollegium“ trat am 5. April 1933 zusammen. Nachdem die acht gewählten SPD-Mitglieder nach wenigen Wochen nicht mehr zu den Sitzungen erschienen, versuchte die NSDAP auch ihren bisherigen Partner, die DNVP, zu entmachten. Am 7. Juni 1933 brachte die Fraktion der NSDAP einen Misstrauensantrag gegen Heydemann und den Bürgermeister Walter Fredenhagen ein. Der Antrag wurde mit der Stimmenmehrheit der NSDAP gegen die Stimmen der DNVP angenommen. Allerdings traten weder Heydemann noch Fredenhagen oder Syndikus Kröning sofort zurück; die Absetzung des Oberbürgermeisters hätte nur der Innenminister anordnen können. In einer Sitzung des Rates am 22. Oktober 1934 erklärte Heydemann den versammelten Ratsherren, die erneut mehrheitlich ihr Misstrauen ausgedrückt hatten, dass er selbst der „Führer der Selbstverwaltung“ sei, „solange der Oberbürgermeister das Vertrauen des Innenministers“ habe. Auch weitere Versuche, ihn aus dem Amt zu drängen, scheiterten: Heydemann blieb die vollen zwölf Jahre seiner Amtszeit. Sein Nachfolger wurde Werner Stoll, der aus Waltershausen stammte und Mitglied der NSDAP war. Die Familie Heydemanns zog nach Rostock, wo Carl Heydemann 1939 verstarb.

## Nachwirkung
Unmittelbar nach dem Zweiten Weltkrieg wurde der Horst-Wessel-Ring zu Ehren Carl Heydemanns in Carl-Heydemann-Ring umbenannt. Diese Umbenennung wurde allerdings 1969 aufgehoben und die Straße nach Wilhelm Pieck, dem ersten Präsidenten der DDR, benannt. Heydemann wurde durch die Führung der DDR vorgeworfen, eine „äußerst profaschistische Rolle“ gespielt zu haben. Tatsächlich zeichnete Heydemann in seiner Funktion als Leiter der Polizei in Stralsund 1933 die „Schutzhaft“befehle gegen Kommunisten und Sozialdemokraten ab. Bis Ende August 1933 konnte er es aber erreichen, einige der Inhaftierten aus dem Konzentrationslager Sonnenburg nach Stralsund zurückzuholen. Unter den Freigelassenen befanden sich auch Kommunisten. Auch der erste Bürgermeister Stralsunds nach dem Zweiten Weltkrieg, Otto Kortüm, war einer der Freigelassenen. Er setzte sich sehr für die Benennung der Straße nach Heydemann und später für seine Rehabilitierung ein.

## Familie
Heydemanns Vater, Karl Heydemann war Bürgermeister in (Bad) Sülze, dann in Tessin, später Landgerichtspräsident in Güstrow und schließlich Oberlandesgerichtspräsident in Rostock. Sein Bruder Ernst Heydemann war ab 1919, von 1925 bis 1930 (erster) Oberbürgermeister von Rostock. Ein weiterer Bruder, Heinrich Heydemann (1881–1973), war Polizeisenator, Bürgermeister, dann Oberbürgermeister von Güstrow.

## Auszeichnungen
- Nordsternorden (Ritter)